# Club de Fútbol La Nucía
 (juin 2022).
Si vous disposez d'ouvrages ou d'articles de référence ou si vous connaissez des sites web de qualité traitant du thème abordé ici, merci de compléter l'article en donnant les références utiles à sa vérifiabilité et en les liant à la section « Notes et références ».
Maillots
Le Club de Fútbol La Nucía, plus couramment abrégé en CF La Nucía, est un club de football espagnol fondé en 1995 et basé dans la ville de La Nucia, dans la communauté autonome de Valence.
Le club évolue en Tercea Federación (cinquième division espagnole) depuis la saison 2024-2025. Le club joue ses matches à domicile au stade olympique Camilo-Cano.

## Histoire
Le Club de Fútbol La Nucía est né des cendres de plusieurs équipes qui ont été successivement créées dans la ville, recevant cette dénomination en 1995. En 1998-1999, le club accède pour la première fois à la première division régionale, pour revenir à ce niveau cinq ans plus tard.
La saison 2006-2007 est pleine d'événements inattendus. Après s'être qualifiée pour les barrages de promotion en Tercera División, La Nucía est éliminée par l'Olímpic de Xàtiva (match nul 1-1 à l'aller et défaite 0-1 au retour). Au cours de l'été, cependant, le CD Dolores renonce à sa place dans la compétition, et La Nucía prend sa place, avec une première promotion dans les catégories nationales.
Lors de sa première saison en quatrième division, La Nucía termine à la troisième place de la saison régulière, se qualifiant ainsi pour les barrages de promotion, étant éliminé par Las Palmas Atlético (match nul 1-1 à l'aller et défaite 1-2 à au retour). L'équipe connaît le même sort lors de la saison suivante, en étant éliminé par le RSD Alcalá au troisième tour (match nul 0-0 à l'aller et défaite 0-2 au retour).
Lors de la saison 2014-2015, le club, avec une équipe très affaiblie dû à une perte de pouvoir économique, redescend en première division régionale après avoir terminé à la 19e place de son groupe après 8 saisons passées en Tercera División. Le club retrouve, cependant, la Tercera División, 2 ans plus tard, après avoir éliminé le Villajoyosa CF en finale des barrages (victoire 1-0 à l'aller et match nul 1-1 au retour).
Le 30 juin 2019, La Nucía obtient, enfin, sa première promotion en troisième division après avoir successivement battu l'UD Logroñés Promesas, l'Arandina CF et le Linares Deportivo, avec un but marqué par San Julían à la 93e minute, qui offre cette promotion historique au club lors du dernier match de sa carrière.
Lors de la saison 2020-2021, l'équipe obtient une place en Segunda División RFEF nouvellement créée, après la restructuration des championnats. La saison suivante, l'équipe termine à la 2e place de son groupe, synonyme de barrages de promotion, derrière le CF Intercity. Lors des barrages, le club élimine, tout d'abord, le CD Coria sur le score de 2-0, puis l'Arenas Club en finale sur le score de 2-1, qui permet au club d'être promu en Primera División RFEF.